# آنتون ویلهلم آمو
آنتون ویلهلم آمو یا آنتونی ویلیام آمو (حدود ۱۷۰۳ – حدود ۱۷۵۹) فیلسوف آفریقایی-آلمانی بود که اصالتاً از کشور کنونی غنا است. آمو پس از تحصیل در دانشگاه، استاد دانشگاه‌های هاله و ینا در آلمان بود. توسط کمپانی هلندی هند غربی در سال ۱۷۰۷ در کودکی به آلمان آورده شد و به دوک آگوست ویلهلم و لودویگ رودولف فون ولفنبوتل هدیه داده شد. وی به عنوان عضوی از خانواده توسط پدرشان آنتونی اولریش، دوک برونزویک-ولفنبوتل پذیرفته شد. آمو اولین شخصی متولد آفریقا بود که در دانشگاه‌های اروپا تحصیل کرده بود.